# Aktuala (album)
Aktuala è un album dell'omonima formazione italiana pubblicato nel 1973.
Viene considerato un anticipatore del genere world music per le sue influenze di musica mediterranea, africana e orientale.

## Tracce
Brani composti da Walter Maioli.
Lato A
1. When the Light Began – 11:55
2. Mammoth R.C. – 4:30
3. Altamira – 2:18

Durata totale: 18:43
Lato B
1. Sarah' Ngweha – 5:45
2. Alef's Dance – 6:20
3. Dejanira – 5:48

Durata totale: 17:53

## Formazione
- Walter Maioli - oboe arabo, flauto di bamboo, flauto basso, piccolo, flauto in metallo in C, armonica, strumenti a fiato (reeds), whistles, percussioni
- Daniele Cavallanti - sassofono soprano, sassofono tenore, clarinetto
- Antonio Cerantola - chitarra acustica, balalaica
- Laura Maioli - tambura, percussioni, whistles
- Lino Capra Vaccina - bongos marocchini, koborò, tamburi africani, tabla, gong, xilofono, whistles, piatti (cymbals), musical bow, percussioni

Musicisti aggiunti
- Nello Granato - clarinetto basso, recorder (brani: Mammoth R.C. e Alef's Dance)
- Maurizio Dones - viola (brani: When the Light Began e Alef's Dance)

Note aggiuntive
- Pino Massara - produttore
- Registrazioni effettuate al Regson Studio di Milano, Italia
- Gian Luigi Pezzera - ingegnere della registrazione[2]